# Riechedly Bazoer
Riechedly Bazoer (* 12. Oktober 1996 in Utrecht) ist ein niederländischer Fußballspieler. Er steht bei Konyaspor in der türkischen Süperlig unter Vertrag.

## Karriere

### Vereine
Bazoer begann beim USV Elinkwijk, einem Sportverein aus Utrecht, mit dem Fußballspielen, gelangte zehnjährig in die Jugendabteilung der PSV Eindhoven und mit 16 Jahren in die von Ajax Amsterdam. 2013 rückte er in die zweite Mannschaft Jong Ajax auf und bestritt in der Saison 2013/14 21 Punktspiele in der Eerste Divisie, der zweithöchsten niederländischen Spielklasse. Sein Debüt im Seniorenbereich gab er am 5. August 2013 (1. Spieltag) beim 2:0-Sieg im Heimspiel gegen den SC Telstar. In der Folgesaison absolvierte er 13 Punktspiele. Zur Saison 2014/15 verpflichtete ihn die Profimannschaft von Ajax Amsterdam, für die er in zwei Saisons 51 Ligaspiele absolvierte. Zum 1. Januar 2017 wechselte Bazoer in die Bundesliga zum VfL Wolfsburg, bei dem er einen bis zum 30. Juni 2021 laufenden Vertrag erhielt. Bei den Wolfsburgern gehörte er in der Rückrunde der Saison 2016/17 zu den Stammspielern und erreichte mit der Mannschaft den Klassenerhalt. In der Folgesaison rückte er ins zweite Glied und kam in lediglich 13 von 34 Spieltagen zum Einsatz; wie in der Vorsaison gelang dem VfL Wolfsburg über die Relegation der Klassenerhalt. Die Hinrunde der Saison 2018/19 verbrachte Bazoer leihweise beim FC Porto und kam lediglich für die zweite Mannschaft zu zwei Einsätzen. In der Winterpause wurde der Leihvertrag mit den Portugiesen vorzeitig beendet und der Mittelfeldspieler wechselte für die Rückrunde in seine Geburtsstadt zum FC Utrecht. Im Juli 2019 verließ Bazoer den VfL Wolfsburg endgültig und kehrte in die Niederlande zu Vitesse Arnheim zurück. Bei den Arnheimern unterschrieb er einen bis 2022 laufenden Vertrag. nach Ablauf dessen wechselte er weiter zum Ligarivalen AZ Alkmaar.
Im September 2024 wechselte Bazoer zu Konyaspor in die türkische Süperlig.

### Nationalmannschaft
Von 2012 bis 2017 absolvierte Bazoer insgesamt 33 Partien für diverse niederländische Jugendauswahlen und erziele dabei drei Treffer. Mit der U-17-Auswahl gewann er 2012 die U-17-Europameisterschaft in Slowenien. Am 13. November 2015 gab er dann auch sein Debüt für die A-Nationalmannschaft in einem Freundschaftsspiel gegen Wales (3:2). Im Jahr 2016 folgten dann noch weitere fünf Testspieleinsätze für den Mittelfeldspieler.

## Titel
- U-17-Europameister: 2012

## Auszeichnungen
- Bundesliga Rookie Award: März 2017